# Eraclio di Alessandria
Eraclio di Alessandria, noto anche come san Eracla o san Eraclio (180 – 248), fu il primo papa della Chiesa copta (massima carica del patriarcato di Alessandria d'Egitto). È venerato come santo dalla Chiesa cattolica, da quella ortodossa e da quella copta.

## Biografia
Nato verso il 180, fu prima filosofo pagano, poi, ascoltando le lezioni di Origene nella scuola catechetica di Alessandria, si convertì al cristianesimo col proprio fratello Plutarco. Divenne quindi coadiutore di Origene nell'insegnamento. Quando Origene aprì un livello superiore di istruzione nel Didaskaleion, riservò a Eraclio il livello "di base".
Nel 231 Origene divenne inviso al vescovo Demetrio, che chiamò Eraclio a sostituirlo alla testa della scuola. Dopo pochi mesi Demetrio morì ed Eraclio fu chiamato a sostituirlo. Vescovo di Alessandria, pose allora alla guida della scuola di Alessandria Dionisio, compagno di studi e, come Eraclio stesso, discepolo di Origene. Occupò la cattedra vescovile dal 231 fino alla sua morte, avvenuta nel 248.
È ricordato il 4 dicembre.